# Admiral T
Christy Campbell (Guadalupe, Francia, 29 de marzo de 1981), más conocido por su nombre artístico Admiral T, es un cantautor, productor, disc jockey y actor francés.

## Biografía
Nacido en 1981 en la isla francesa de Guadalupe, fue uno de dos hijos. Él también tiene raíces en la cercana isla de Dominica. A la edad de 6 años, se unió al grupo de dancehall Karukera Sound System; dejó el grupo en 1992 para comenzar una carrera en solitario; lanzando su primer álbum Mozaïk Kréyòl. Durante el anticipo de Sean Paul en el Bercy Stadium en 2004, el Almiral T se superó y llamó mucho la atención. Los delegados de Universal Music Group que asistieron a este concierto decidieron firmar con Admiral T y relanzar su álbum en Universal Records, con artistas como Wyclef Jean o el rapero francés Rohff. El álbum de Admiral T se convirtió en un éxito en todas las Antillas, Francia y Europa.
En 2005, el Almiral T protagonizó la película Nèg Maron del director Jean-Claude Barny, Jean-Claude Barny. Al año siguiente, lanzó su segundo álbum, Toucher L'Horizon, que también obtuvo éxito popular y comercial y recibió un Premio Césaire of Music en octubre de 2006. El Almiral T pasó gran parte de 2007 en Francia, Londres y el Caribe en su "Fòs A Péyi La" Tour (título de su canción con Kassav'). El Almiral T también ganó un Skyrock Music Award en diciembre de 2007 y un Virgin Music Award en febrero de 2008. Lanzó su propia línea de ropa WOK LINE e hizo una nueva gira en África durante 2008. Al año siguiente, el Almiral T actuó en Alemania en Summerjam, el festival de reggae más grande de Europa y en el Festival Mundial de Música Criolla de Dominica. El 19 de abril de 2010, lanzó su 3er álbum: Instinct Admiral, que incluye artículos de Machel Montano, Busy Signal, La Fouine, Médine, Young Chang MC, el teniente, Patrick Saint-Éloi, Fanny J y Awa Imani. Además de su carrera en solitario, Admiral T es también el productor del cantante de reggae-dancehall recién llegado Wyckyd J.

## Discografía

### Álbumes
- Mozaïk Kréyòl (2003 and 2004)
- Toucher L'Horizon (2006)
- Instinct Admiral (2010)

### Solos
- Gwadada (2002)
- Dancehall X-Plosion, featuring Pearl (2004)
- Les Mains En L'Air, featuring Diam's (2006)

### Mixtapes
- Mek It Happen (2002)
- Killa Session (2002)
- Ti Moun Ghetto (2004)
- Determiné Dèpi Piti (2005)
- Flagada Smokey (2006)
- Dancehall Festival (2006)
- Good To Mixx vol.2 (2006)
- The Big Champion (2006)
- Reyel Champion Soti Gwada (2007)
- Ti Moun Ghetto 2 (2007)
- The King Of The Dancefloor (2007)

### Compilaciones
- Ragga Kolor (2002)
- Dancehall Clash (2002)
- Ragga Dancehall N°1 (2003)
- Groovin Attitude (2004)
- Ragga Masters (2004)
- Génération Rap RnB vol. 2 (2004)
- Exclusif Admiral T (2005)
- Ninety Seven K-Ribbean (2005)
- Unis-Sons (2005)
- Reggae Bashement (2006)
- Total Reggaeton 2 (2006)
- Generation Dancehall (2007)
- Rap & R'n'B Non Stop (2007)
- Coupé Décalé Mania (2007)
- BexXx Cluzif (2008)
- Too Much Gangsta (2008)
- Good Times (2008)
- Mesrine (2008)
- Don's Collector Saison 3 (2008)
- Soprano Riddim (2008)

### Contribuciones
- 1848 de Karukera Sound System (1998)
- Special Request de Karukera Sound System (2000)
- Welcome to Haiti de Wyclef Jean (2004)
- La Fierté Des Notres de Rohff (2004)
- Caribbean Sessions de Karukera Sound System (2005)
- Ma vision de Saël (2005)
- Émancipé de Vibe (2005)
- Dans Tes Rêves de Disiz La Peste (2005)
- Soné Ka-La de Jacques Schwarz-Bart (2006)
- Face A La Réalité de Saik (2007)
- Les Liens Sacrés de Nèg'Marrons (2008)
- In Transit of Ziggi (2008)

## Filmografía

### Películas
- Nèg Maron of Jean-Claude Flamand Barny (2005)
- Le Mur du Silence of Jean-Claude Flamand Barny (2009)

### Conciertos
- Le Grand Méchant Zouk (2006)

### Reportages
- Mozaïk Kréyòl (2004)
- Toucher L'Horizon (2006)
- Dancehall Story (2008)

### Clips
- Rapide (1998)
- Pas Comme Les Autres, featuring Saël (2000)
- Rendez-Vous, featuring Curtis (2000)
- Youth Attack, featuring Curtis (2001)
- So Strong, Savage Riddim (2002)
- Otantik, Hum Riddim (2002)
- Le Bien Et Le Mal, featuring Tiwony & Curtis (2002)
- Gwadada (2002)
- Lov', featuring Little Espion (2003)
- Rèv An Mwen (2003)
- Move Together, featuring Square One (2003)
- Dancehall X-Plosion, featuring Pearl (2004)
- Ok, featuring Saik (2004)
- Mets Nous A L'Aise, featuring Saël (2005)
- Lanmou Épi Respè (2006)
- Fos A Péyi La, featuring Kassav' (2006)
- Les Mains En L'Air, featuring Diam's (2006)
- Ti Moun Ghetto (2007)
- Pé La, featuring Jacques Schwarz-Bart (2008)